# دا تشن
دا تشن (بالإنجليزية: Da Chen)‏ هو كاتب أمريكي، ولد في 1962 في فوجيان في الصين.

## وصلات خارجية
- الموقع الرسمي